# Salvia espirito-santensis
Salvia espirito-santensis é uma espécie de planta do gênero Salvia e da família Lamiaceae.

## Taxonomia
A espécie foi descrita em 1947 por A. Barbosa Pereira e Alexander Curt Brade.

## Forma de vida
É uma espécie terrícola, arbustiva e subarbustiva.

## Conservação
A espécie faz parte da Lista Vermelha das espécies ameaçadas do estado do Espírito Santo, no sudeste do Brasil. A lista foi publicada em 13 de junho de 2005 por intermédio do decreto estadual nº 1.499-R.

## Distribuição
A espécie é endêmica do Brasil e encontrada no estado brasileiro de Espírito Santo. A espécie é encontrada no domínio fitogeográfico de Mata Atlântica, em regiões com vegetação de mata ciliar e floresta ombrófila pluvial.